# Бишкек I
«Бишкек 1» (кирг. Бишкек 1), ранее «Пишпек» — внутренняя железнодорожная станция Киргизских железных дорог, одна из трех расположенных в городе Бишкеке в Кыргызстане. Открыта для движения 8 августа 1924 года.

## История

Мемориальная доска на здании вокзала

Станция Пишпек была построена в 1924 году (по другим источникам, в 1923 году) в составе участка Луговая — Пишпек Туркестано-сибирской железной дороги. Для станции был разработан индивидуальный проект; архитектор неизвестен. 8 августа на станцию прибыл первый поезд, состоявший из теплушки для поездной бригады и классного вагона с членами правительства свежеобразованной Кара-Киргизской автономной области. В честь этого события на здании установлена мемориальная доска.
Станция располагалась на южной окраине города. Соединение города с железнодорожной сетью страны в дальнейшем подстегнуло его развитие возле станции постепенно сформировалась промышленная зона, обусловившая рост города в западном направлении. Вокруг станции сформировался одноимённый посёлок, достаточно скоро слившийся с городом.
В 1926 году город был переименован в Фрунзе. 28 декабря 1927 года в рамках переименования города Президиумом ЦИК СССР рассматривалась возможность переименования станции Пишпек в Фрунзе, но после рассмотрения дела в переименовании было отказано. В 1930 году станция Пишпек перестала быть тупиковой — линия была продолжена до станции Фрунзе, станция была открыта первым поездом, прибывшим со станции Пишпек 15 мая 1931 года. В это время, согласно утверждённому генеральному плану города, была создана ещё одна промышленная зона на востоке, возле реки Аламедин, где предлагалось построить часть новых предприятий с целью разгрузки существовавшей промзоны возле станции Пишпек.
На 1981 год на станции осуществлялись приём и выдача грузов повагонными отправками открытого хранения в местах общего пользования, повагонными отправками складского хранения, на подъездных путях и контейнерами массой 3—5 т, для чего на станции имелись подъёмные устройства грузоподъёмностью свыше 10 т. Также на станции производилась продажа билетов на поезда местного и дальнего следования без выполнения багажных операций. На 1984 год станция относилась к Фрунзенскому отделению Алма-Атинской железной дороги и обслуживала 40 подъездных путей и более 400 грузополучателей и грузоотправителей, стрелочные переводы и прилегающие к станции перегоны были оборудованы релейной централизацией. Помимо пассажирских и грузовых операций осуществлялись ремонт вагонов и формирование составов. В окрестностях станции находилось большое количество складов.
5 февраля 1991 года город Фрунзе был переименован в Бишкек. 
Здание станции охраняется как памятник архитектуры республиканского значения.

## Описание
Станция Бишкек I расположена в Ленинском районе города Бишкека и находится на однопутной линии Луговая — Рыбачье Киргизских железных дорог. По станции выполняются прием и выдача грузов повагонными отправками на открытых площадках, а также повагонными и мелкими отправками на складах и подъездных путях.
Здание станции одноэтажное, симметричное, в нём сохранились интерьеры, характерные для советской эпохи.

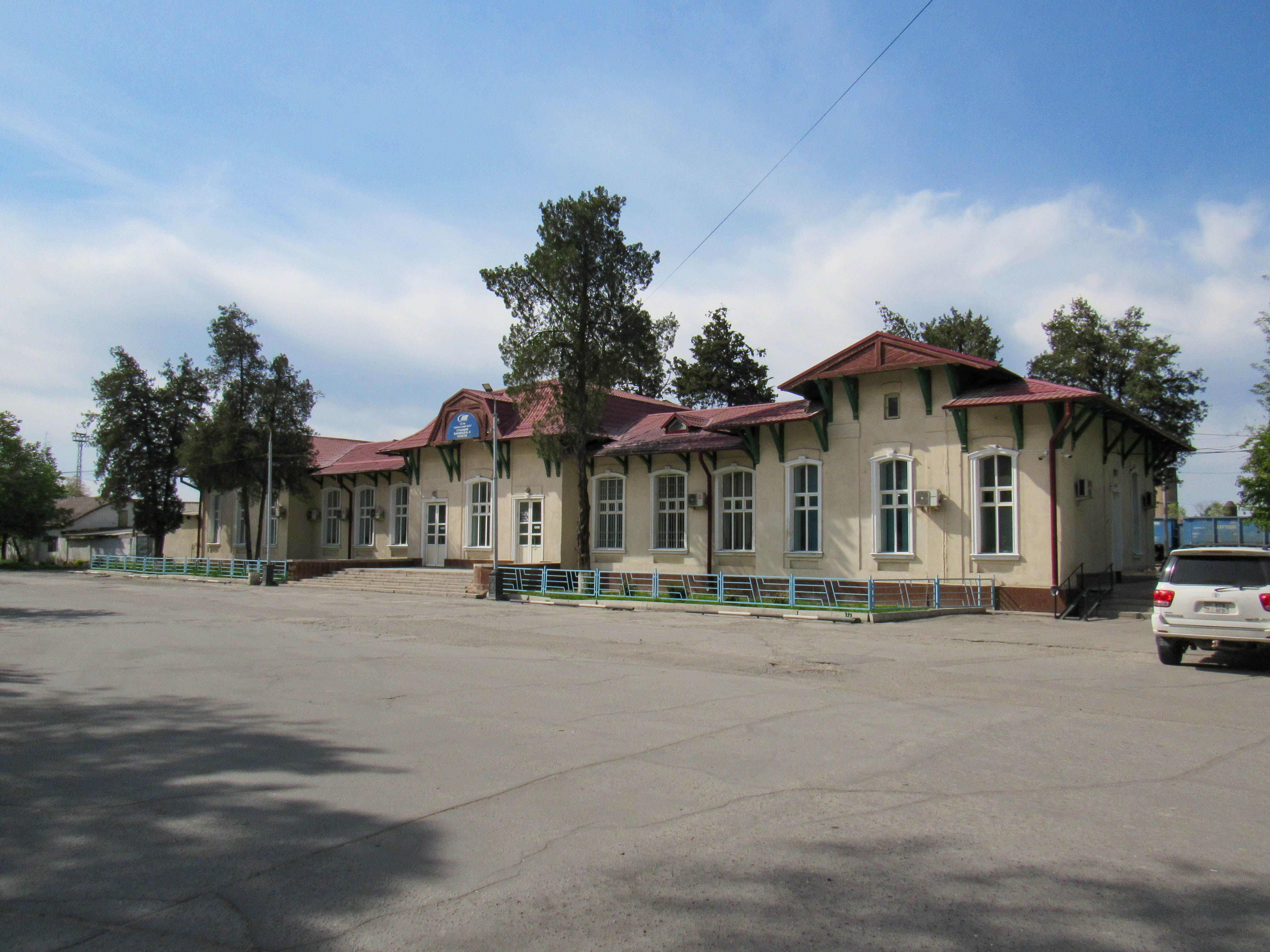
Вокзал станции
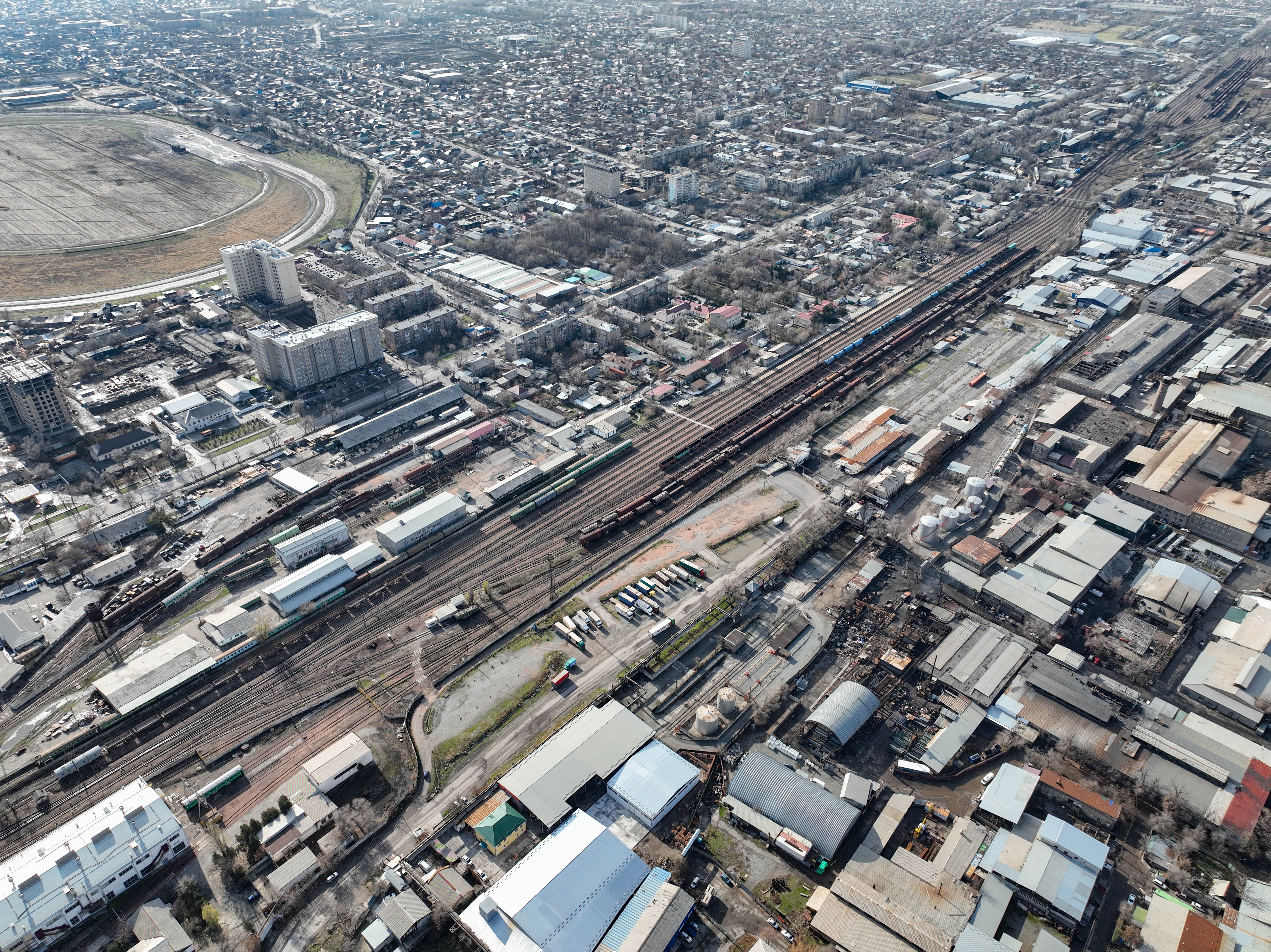
Вид станции с воздуха
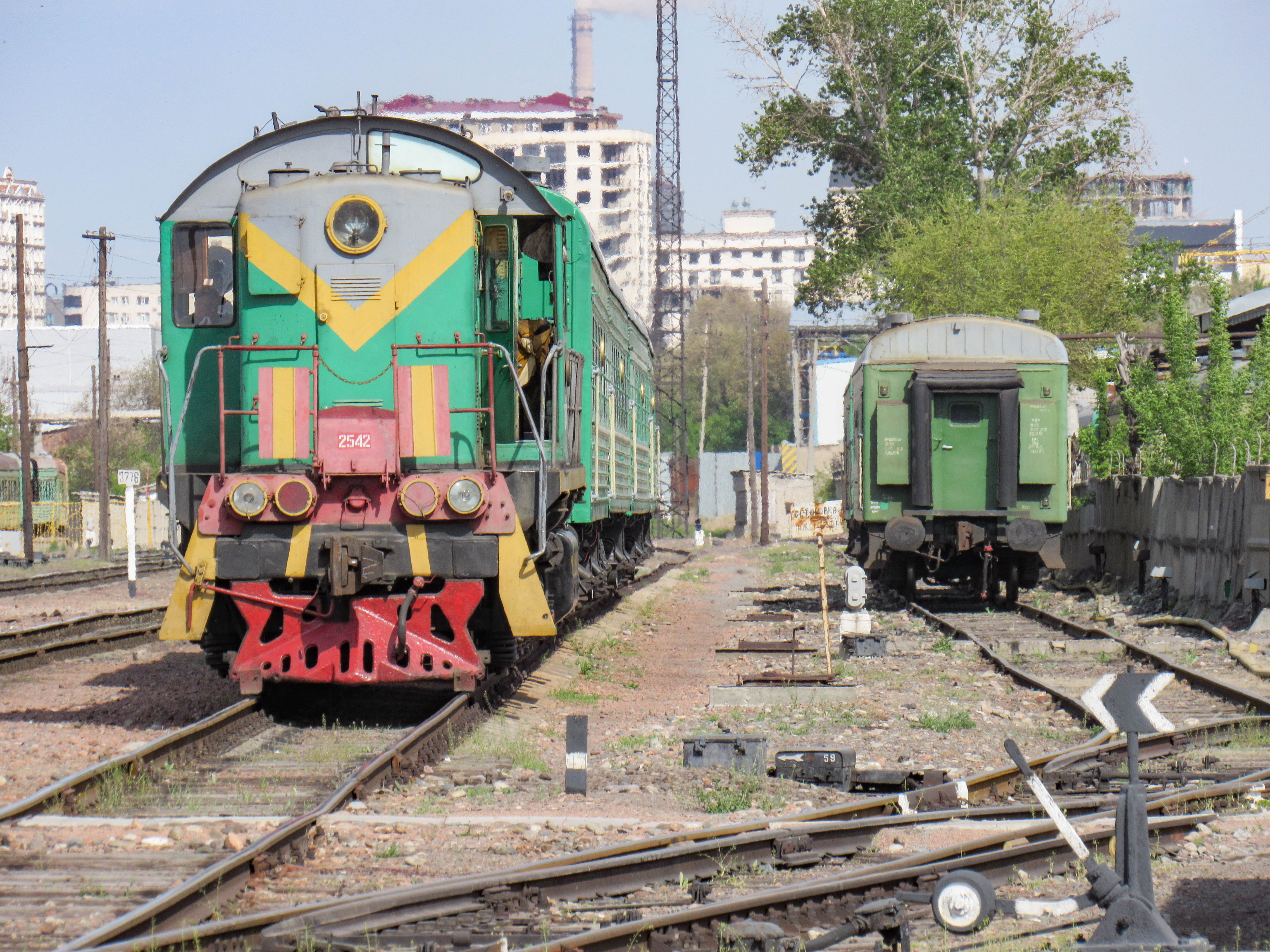
ТЭМ2-2542 подаёт к посадочным платформам поезд на Рыбачье